# Кругляк, Александра Михайловна
Александра Михайловна Кругляк (1912 — не ранее 1976) — звеньевая колхоза имени XVIII Партсъезда Яготинского района Полтавской области, лауреат Сталинской премии (1946), депутат Верховного Совета СССР II созыва (1946—1950).
Родилась в 1912 г. в с. Черняховка. Там же работала в колхозе, который с 1939 г. назывался имени XVIII Партсъезда.
После освобождения села от немецкой оккупации в январе 1944 года организовала звено из 5 женщин по выращиванию сахарной свёклы. Члены звена рубили смерзшийся навоз и возили на своё поле на коровах. Весной посадили свёклу, после появления всходов проредили её, потом несколько раз тщательно пропололи, ослабленные растения вручную подкормили. В результате получили рекордную урожайность — 751 ц/га.
В 1945 году помимо сахарной свёклы её зерно выращивало озимую рожь на площади 1,25 га и получило с этого участка 184 пуда зерна (144 пуда на гектар) — вдвое больше планового задания. Свёкла на отдельных делянках дала по 1000 ц корнеплодов в пересчете на гектар.
В  крайне неблагоприятном, засушливом 1946 году, когда средний урожай сахарной свеклы на Украине был менее 100 ц/га, её звено вырастило по 520 ц корней на каждом гектаре. В последующем организовала и обучила 16 свекловодческих звеньев.
Работала в колхозе, который позже назывался «Завет Ленина», до выхода на пенсию.
Сталинская премия 1946 года — за внедрение передовых приёмов агротехники, обеспечивших получение рекордных урожаев сахарной свёклы.
Депутат Верховного Совета СССР II созыва (1946—1950).